# 鈴木Ignis
鈴木Ignis（日语：スズキ・イグニス）乃是日本鈴木公司2000年至2008年間開發製造的次緊湊型車，作為鈴木Cultus的後繼車種，此款車的日規版稱為鈴木Swift。此外，1981年美國汽車巨擘通用汽車購入鈴木的股票，雙方開始合作關係；全盛時期時前者甚至持有後者20.4%的股權。由於前者採行集團共用車型的政策，這部車出現許多兄弟車：雪佛蘭Cruze、霍頓Cruze（澳大利亞）。甚至還有第三代速霸陸G3X Justy，由位於匈牙利的馬札爾鈴木公司製造供應給同屬通用汽車集團的速霸陸汽車專門在歐洲販售。2016年1月起再度復活，定位介於鈴木Hustler和鈴木Escudo之間的小型跨界休旅車。

## 歷史與概要

### 第一代（HT51S系 2000年–2006年）
2000年 - 1月24日日本本土發表第一代鈴木Swift，沿用鈴木Kei的車側飾板和車門，外型採取跨界休旅之走向，底盤平台則沿用鈴木Wagon R+（現改稱鈴木Solio）相同的平台。動力來源共分成1.3L直列四缸DOHC M13A型引擎（原廠車型代號HT51S）和1.5L直列四缸DOHC M15A型引擎（原廠車型代號HT81S）等二種。日本本地並不供應三門掀背車，外銷版則三門、五門皆提供，取名為鈴木Ignis。
2001年 - 1月金鈴汽車將該款車引進臺灣，僅有1.3L引擎配合四速自排的動力設定，但2WD、4WD同時引進；車身塗裝計有紅、黑、藍等三色。臺灣市場的銷售持續至2003年底為止，但業績並不出色。
2002年 - 日規版變更2DIN音響系統的頂端，且調整某些車型。同年6月6日日本市場推出「SF」特別仕樣車，具備全車空力套件、鋁圈等配備。
2003年 - 6月12日日規版進行小改款，進氣壩及輪圈蓋更新設計，內裝亦隨之變化。前一年的「SF」車型取代「SG」，並新增含有電動摺疊後視鏡、立體聲音響系統的頂級「SG-X」車型。此外，日本警察單位（特別是派出所、駐在所）開始大量導入此車款作為巡邏警車之用，理由是停車空間小、省油。同年位於匈牙利的馬札爾鈴木公司開始供應速霸陸G3X Justy給歐洲市場，而且僅有全時4WD的設定，販售至2007年為止。歐規版也在同年小改款，車室及行李廂空間增大，車長亦延長145mm。1.3L動力之車型採用前輪驅動、五速手排的設定，1.5L動力則除此之外，另可選擇四速自排變速箱或四輪驅動。2005年起，由飛雅特汽車供應的1.3L直列四缸DOHC DDiS型柴油引擎可在歐洲部份國家買到。

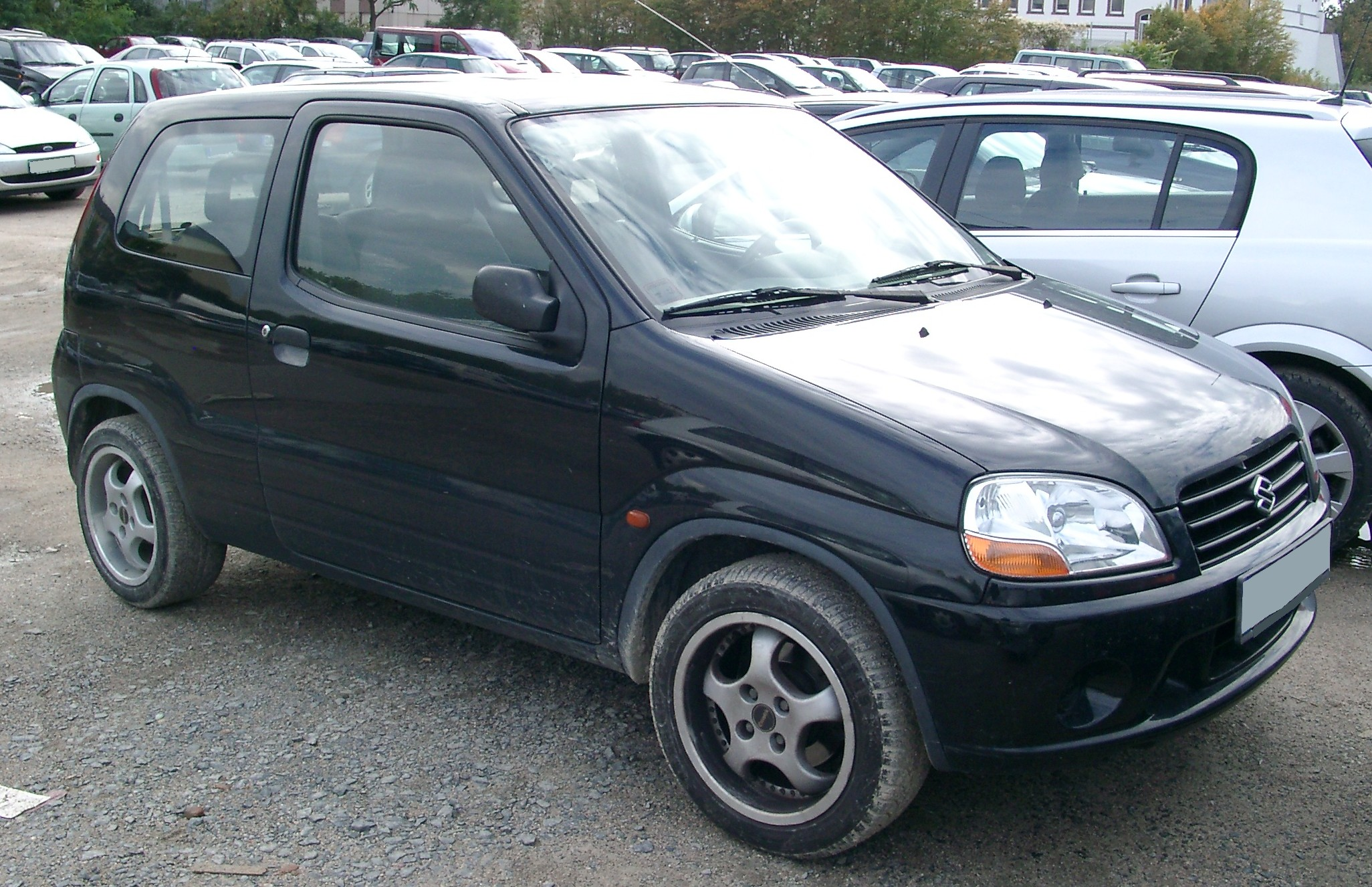
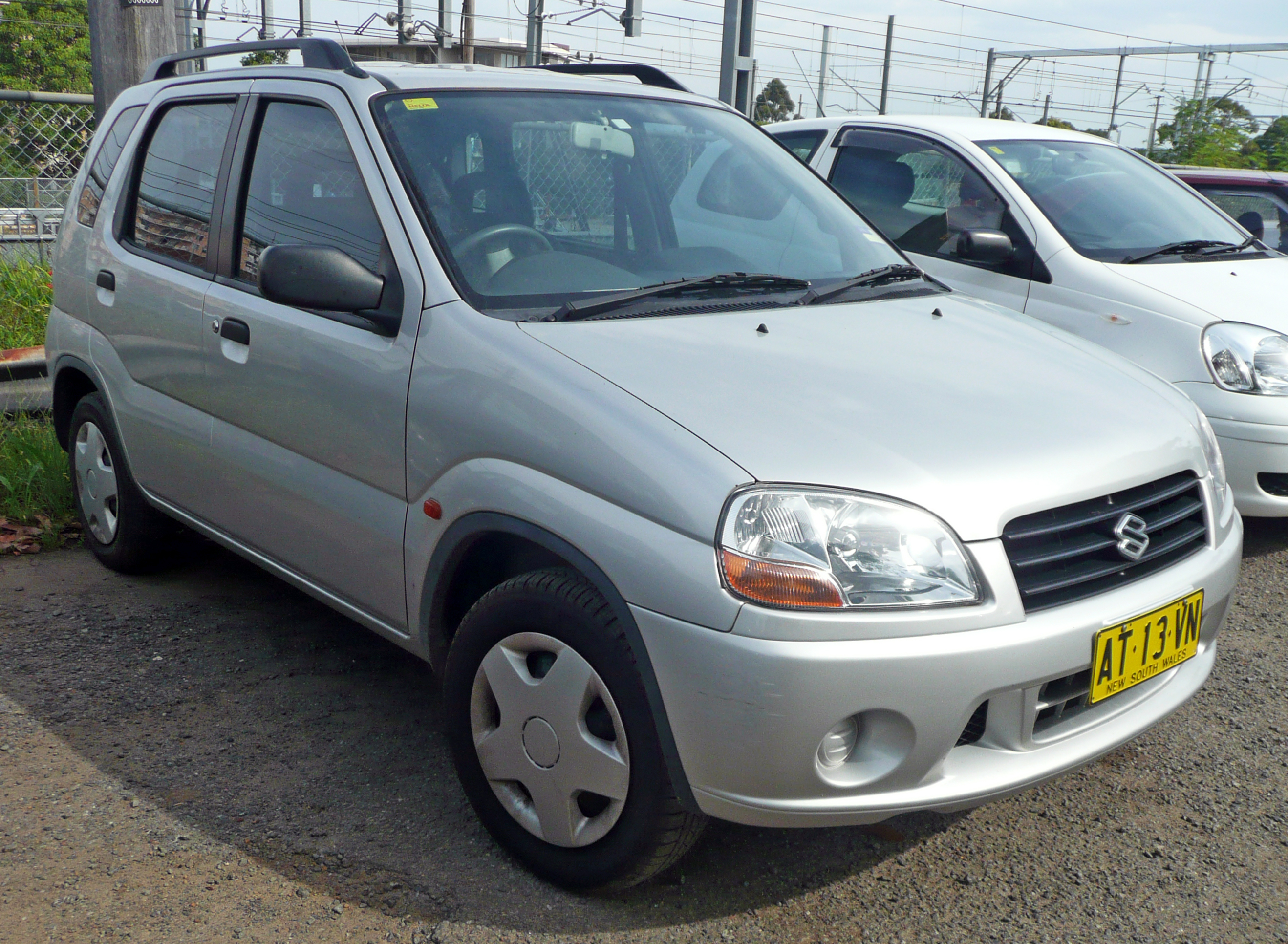
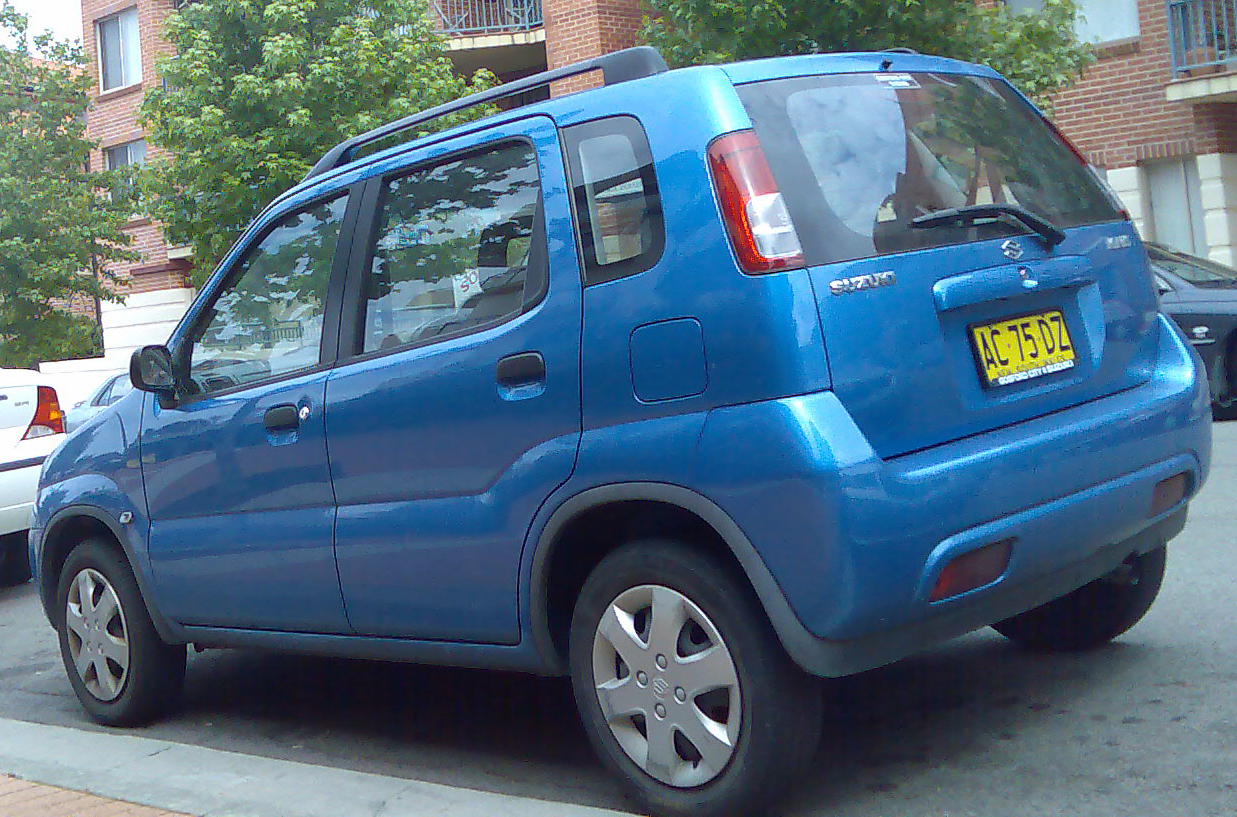
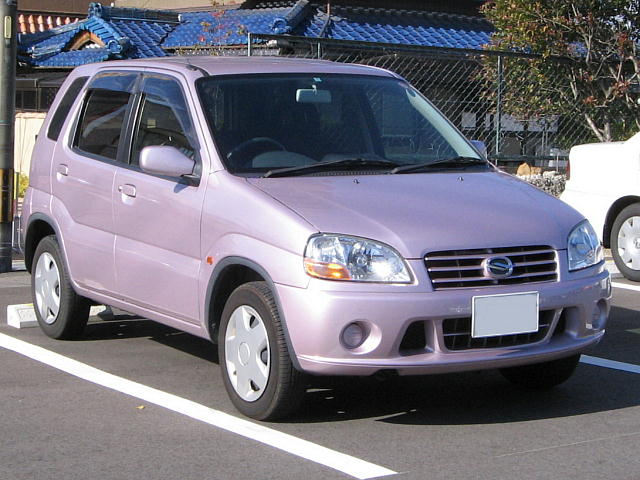
日規版車頭
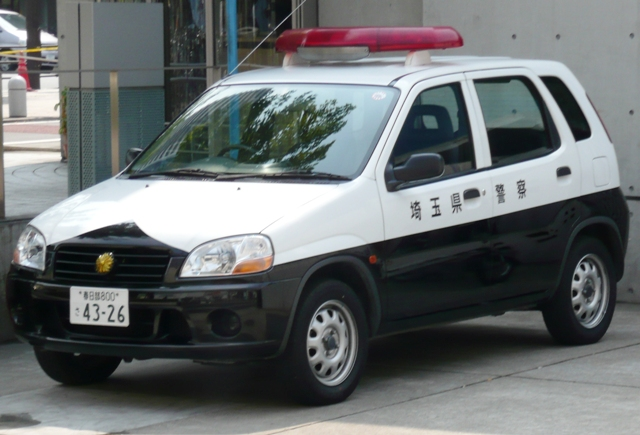
埼玉縣警車
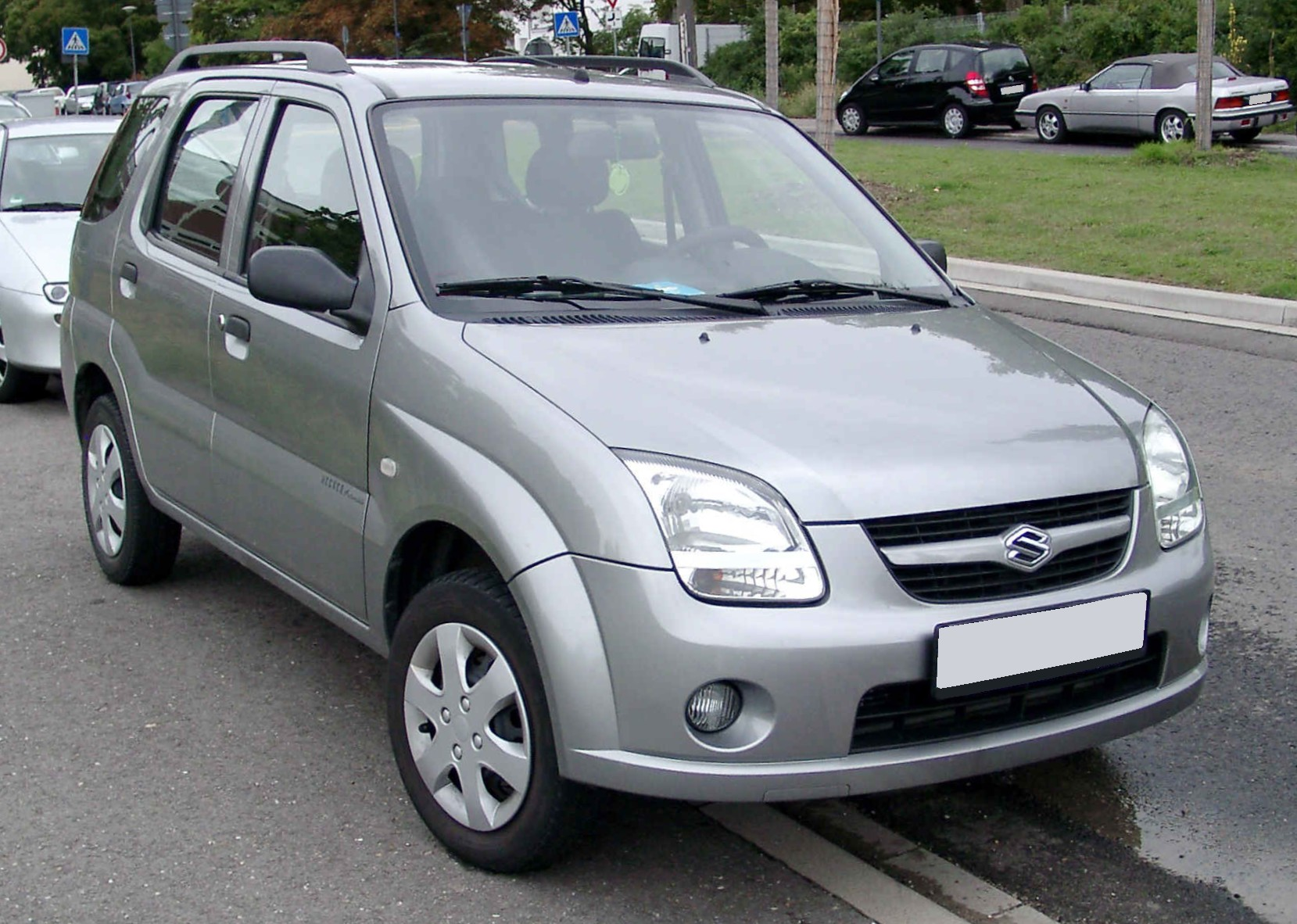
歐規版小改款車頭
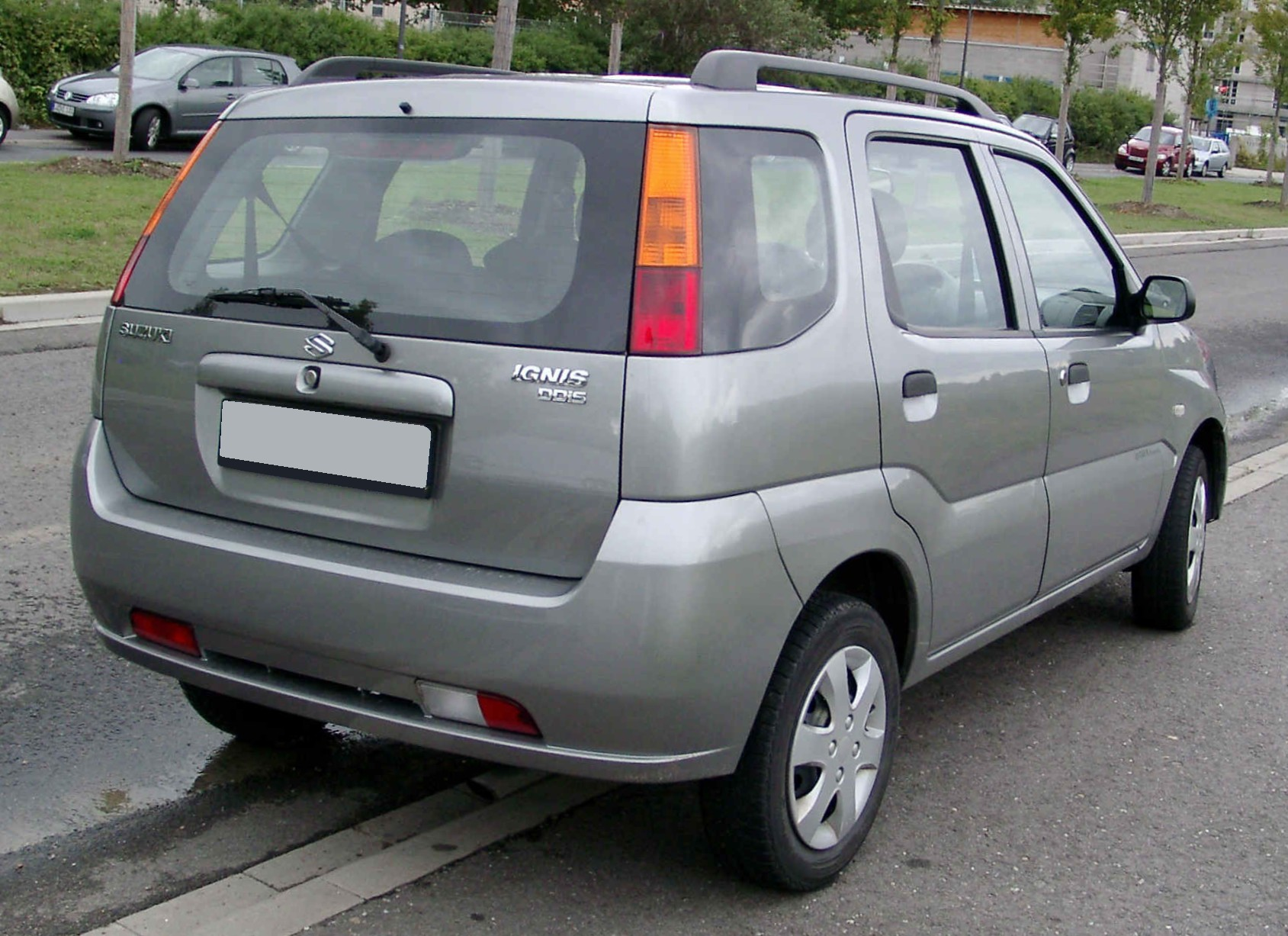
歐規版小改款車尾

#### Sport車型/HT81S系 2001年-2008年
2003年 - 6月12日原廠推出「Sport」車型，乃以三門車型添加許多運動化配備：重新調校的1.5L直列四缸DOHC M15A型引擎，最大馬力達115ps / 6,400rpm（但是外銷版稍微調降至110ps）、扭力峰值14.6kg·m / 4,100rpm。懸吊系統降低車身並更為硬朗，變速箱齒輪比更為綿密，且排氣系統重新設定。內裝方面含有Recaro賽車座椅、白色時速表、類碳纖維飾板、金屬踏板等，車身塗裝限定紅、藍、黃、銀、黑等五色。此車款自靜止加速至時速100公里耗時8.9秒，極速達每小時185公里。

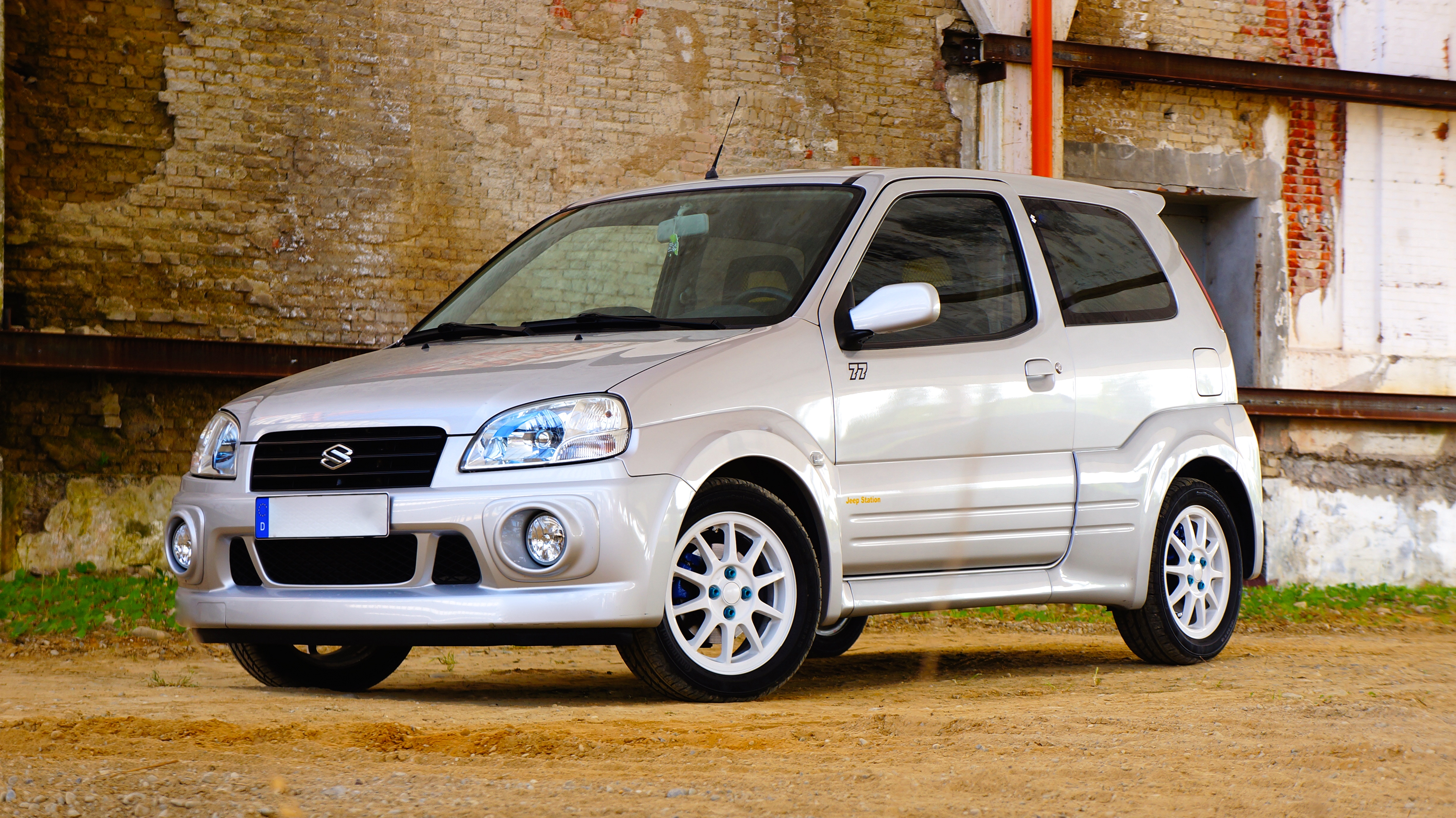
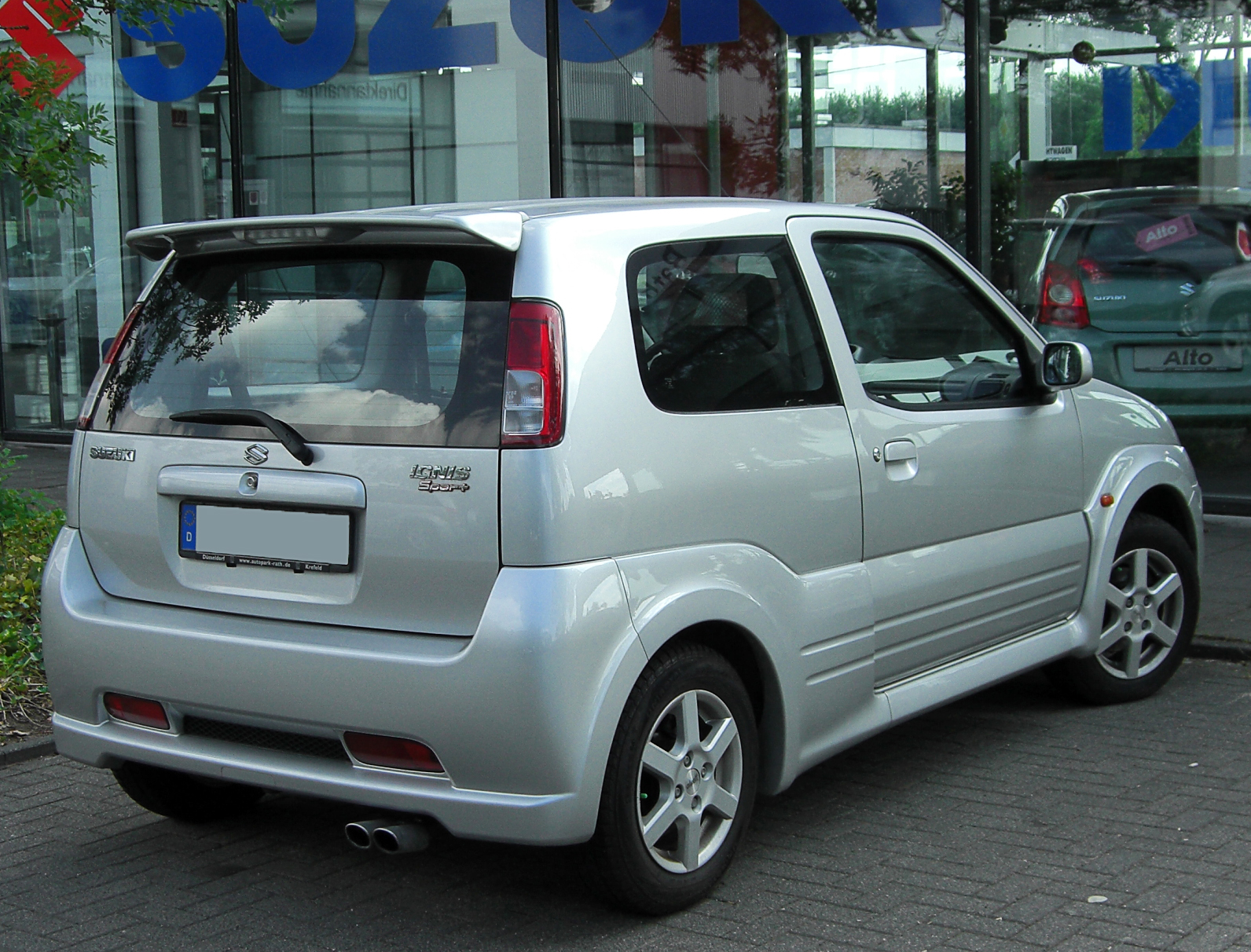
歐規Sport版車尾
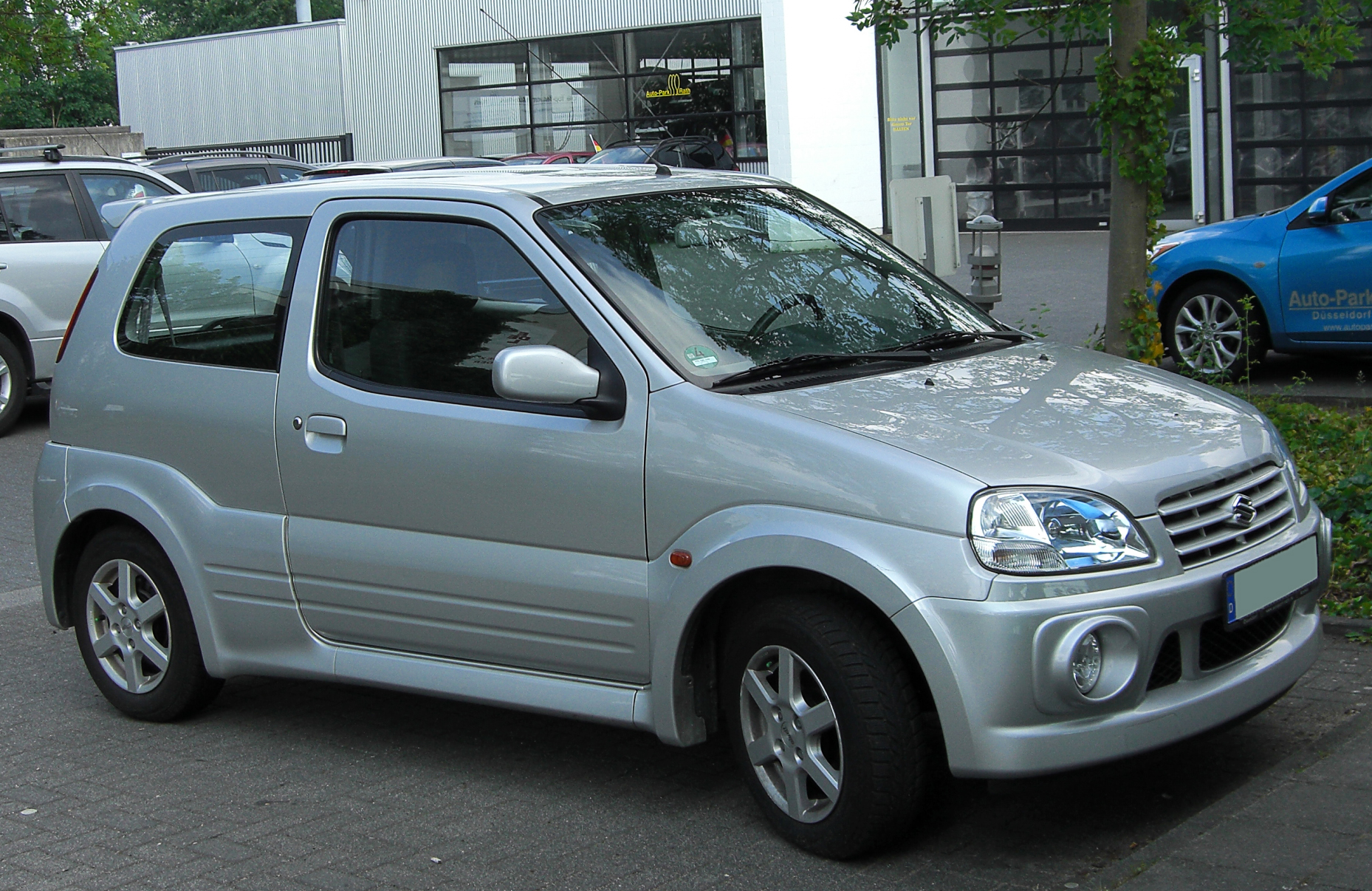
歐規Sport版車頭

#### 雪佛蘭Cruze HR51S/HR81S系 2001年–2008年
1999年 - 雪佛蘭汽車在該年度的東京車展裡公開一部名為「YGM1」的概念車，先是彼得·休斯（Peter Hughes）、後為麥可·錫姆科（Michael Simcoe）的領導下，該團隊耗費12星期的時間修改鈴木Ignis而創作出此部概念車。
2001年 - 11月1日起雪佛蘭Cruze正式在日本市場發表，這是通用汽車自1939年以來再度重返日本當地製造（委託鈴木位於靜岡縣的湖西工廠製造）。量產車跟「YGM1」概念車出現許多差異：17吋改成15吋鋁圈、修飾過前保桿線條、依附在後門玻璃的直立式尾燈、四顆圓形煞車燈卻設於後保桿等。
動力心臟分成兩種：配置1.3L直列四缸DOHC M13A型引擎的原廠代號為「HR51S」，1.5L直列四缸DOHC M15A型引擎則是「HR81S」。前者之最大馬力88ps / 6,000rpm、扭力峰值12.0kgf-m / 3,400rpm，後者則是2.最大馬力110ps / 6,000rpm、扭力峰值14.6kgf-m / 4,000rpm。兩種動力皆可選FF或4WD的設定，其中4WD乃以電子控制，其電磁控制單元可接收來自ABS防鎖死煞車系統的信號。此外，歐洲市場可以選購由飛雅特汽車供應的1.3L直列四缸DOHC DDiS型柴油引擎。
2002年 - 7月1日掛上霍頓廠徽銘牌的霍頓Cruze正式在澳大利亞上市，2004年元月起將車門防撞條、後窗雨刷列為標準配備，直到2006年元月停產。

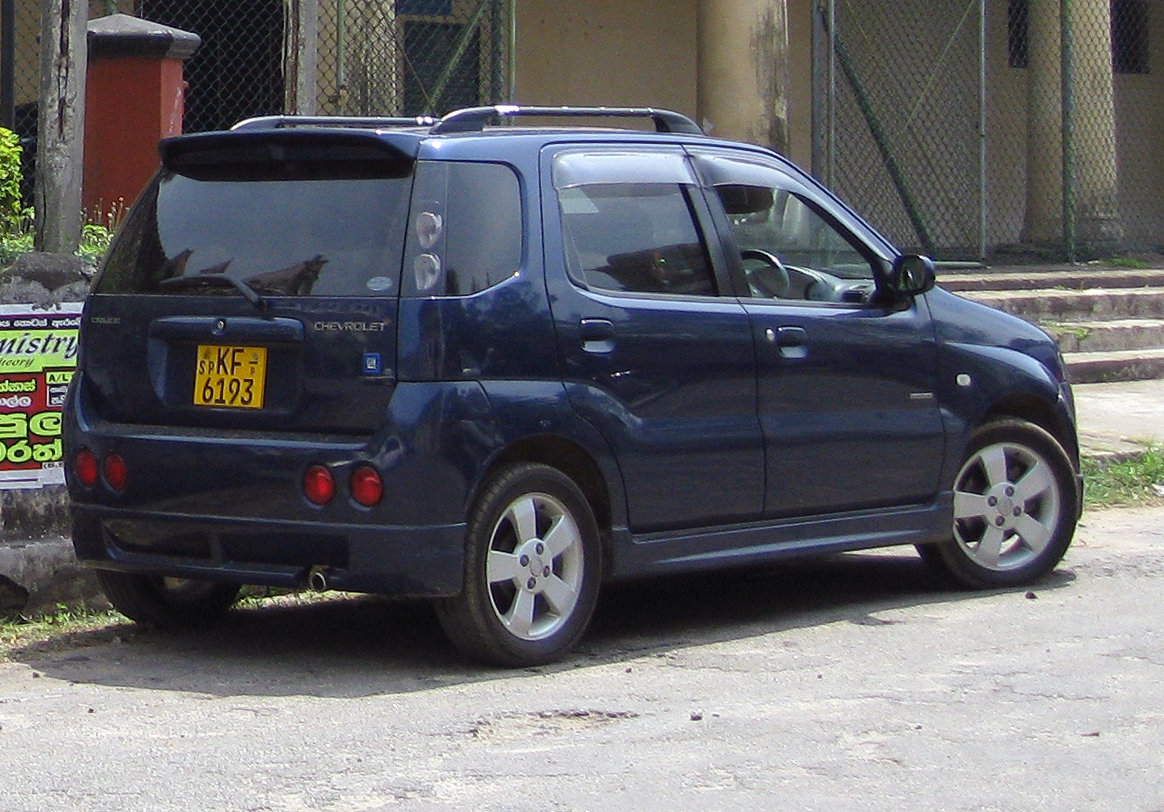
攝於斯里蘭卡的雪佛蘭Cruze
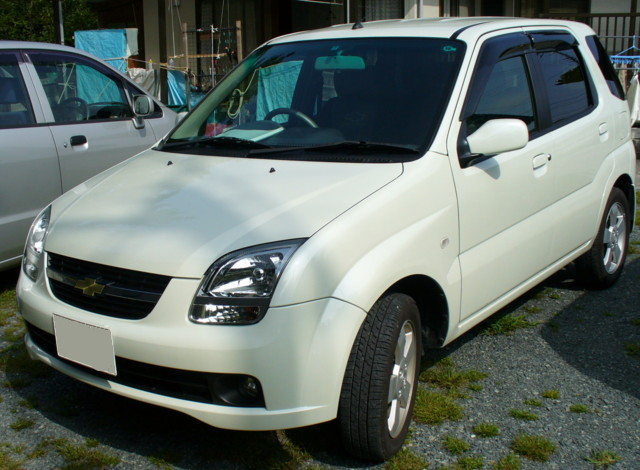
日規版
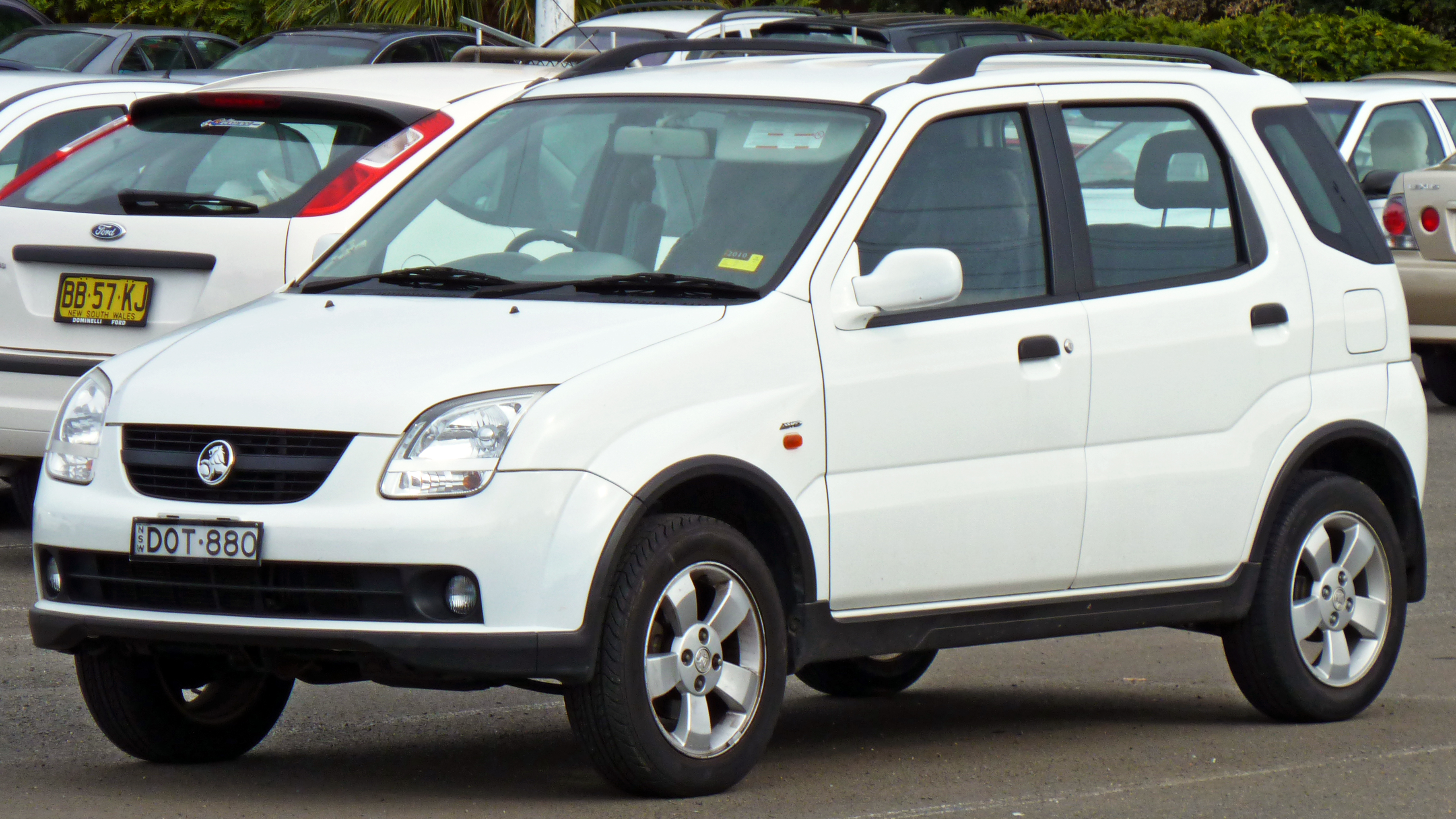
霍頓Cruze車頭
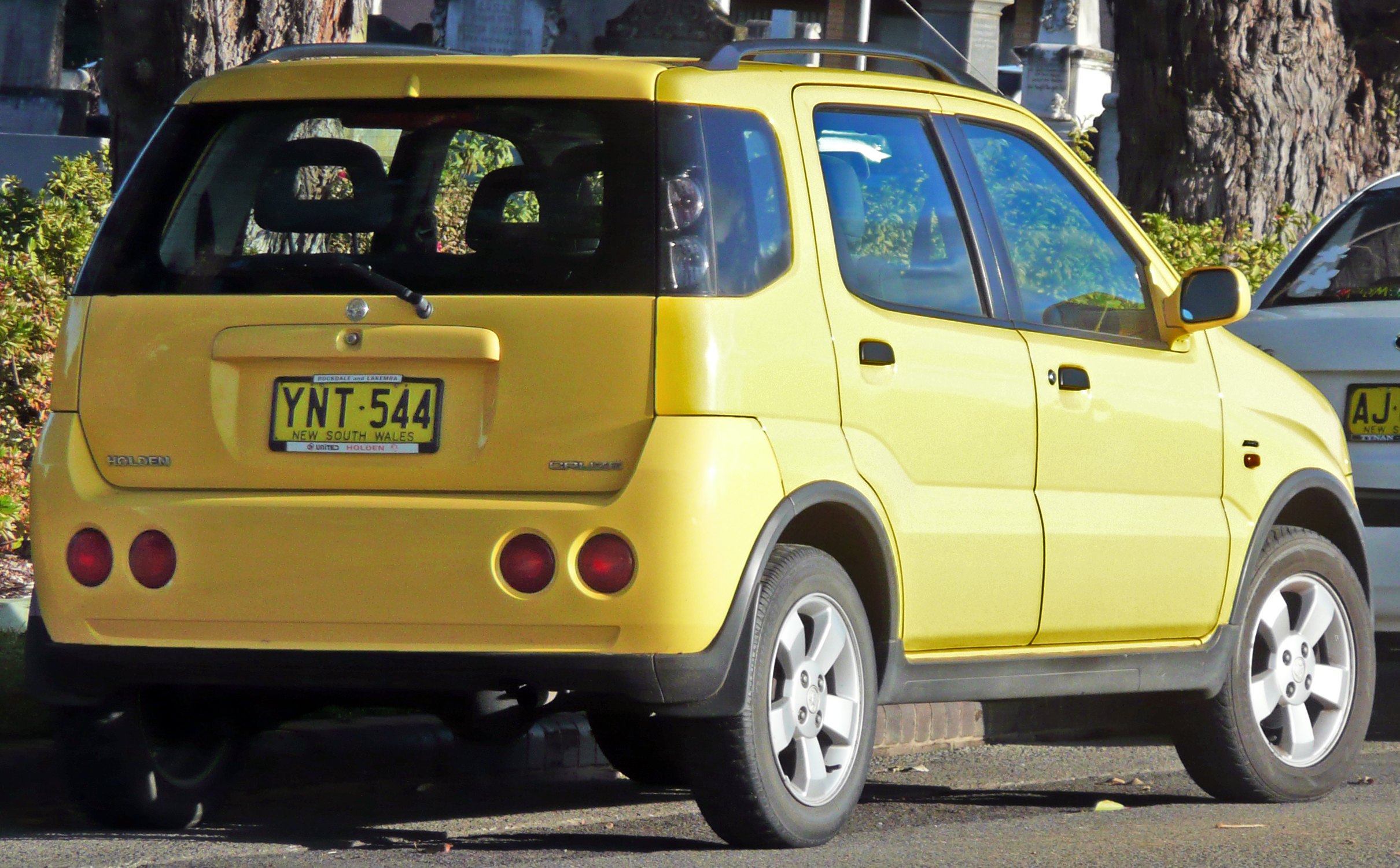
霍頓Cruze車尾

#### 競速賽事
主條目：鈴木世界拉力車隊

2001年鈴木運動首度以符合超級1600規格（屬A組賽車第6級）的Ignis參與世界青年拉力錦標賽（Junior World Rally Championship，簡稱J-WRC或JWRC），其中受限於賽制規定，1.6L直列四缸DOHC M16A型引擎必須安裝直徑60mm的限流板，使得最高馬力出現時須低於9千轉的轉速；而且車重也限制在950公斤內（後來修正成1,000公斤）。2001年田嶋伸博投入亞太拉力錦標賽，
翌年該隊瑞典籍賽車手丹尼爾·卡爾森（Daniel Carlsson）奪得兩個分站冠軍；2004年該隊終於由另一瑞典籍賽車手沛爾-貢納爾·安德森（Per-Gunnar Andersson）奪下JWRC總冠軍。2005年賽季的後半段開始，投入新開發的Swift Super 1600，以累積實戰經歷。其中英國籍賽車手蓋·威爾克斯（Guy Wilks）完成所有分站之賽事，並取得亞軍。2006年該車隊分別拿下瑞典、阿根廷、芬蘭、土耳其、英國等分站的優勝。2007年則是創下該車隊成立以來最佳的JWRC戰績，沛爾-貢納爾·安德森第二度奪冠，同隊另一愛沙尼亞籍賽車手厄莫·阿瓦（Urmo Aava）則同樣以鈴木Swift Super 1600取得積分榜第二名。2008年起以「鈴木SX4 WRC」參與世界拉力錦標賽的賽事，至於JWRC方面則僅奪下義大利分站冠軍。

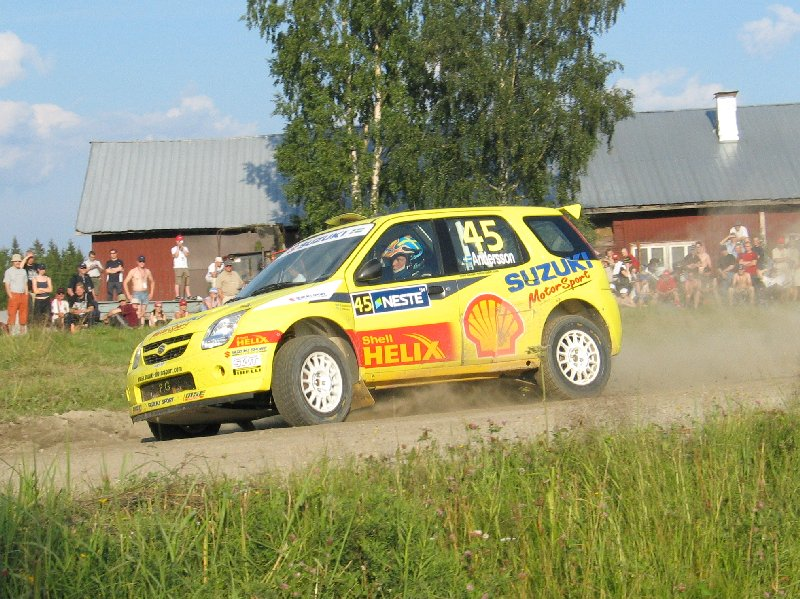
2004年芬蘭拉力賽中沛爾-貢納爾·安德森駕駛Ignis Super 1600
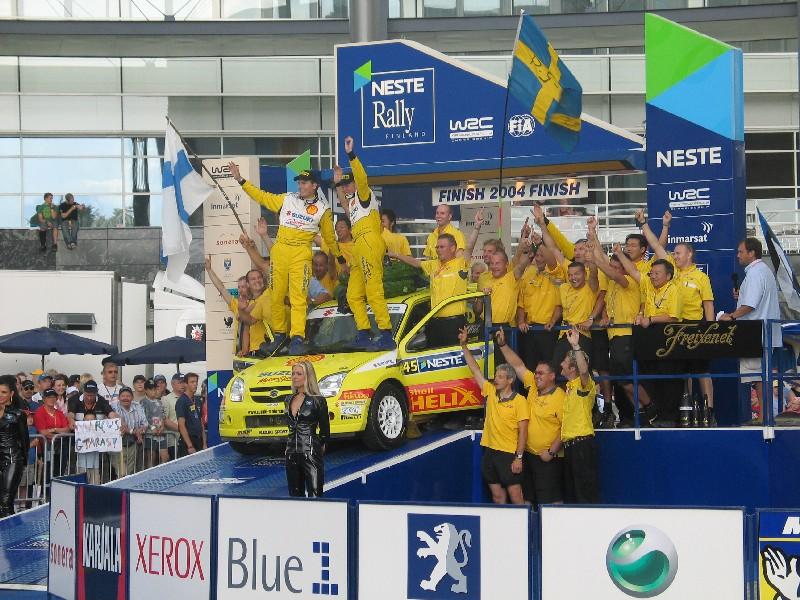
鈴木運動車隊奪下2004年芬蘭站冠軍
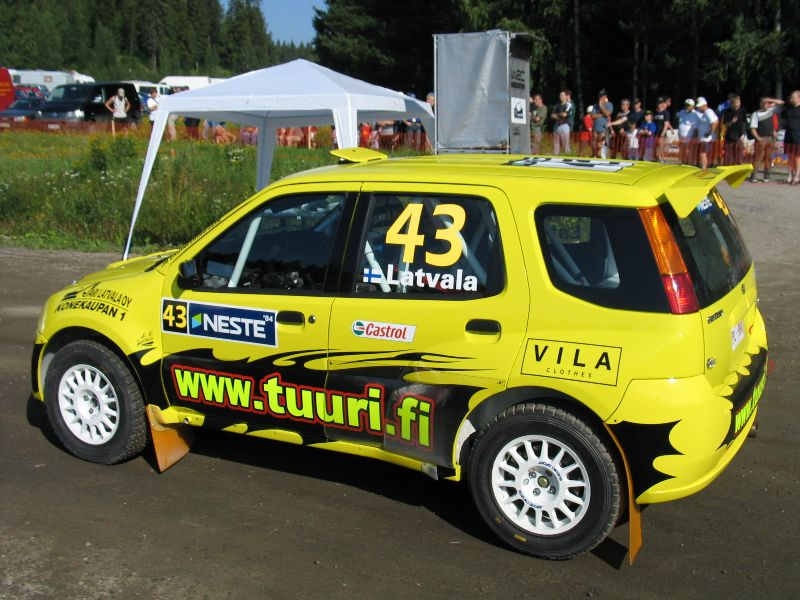
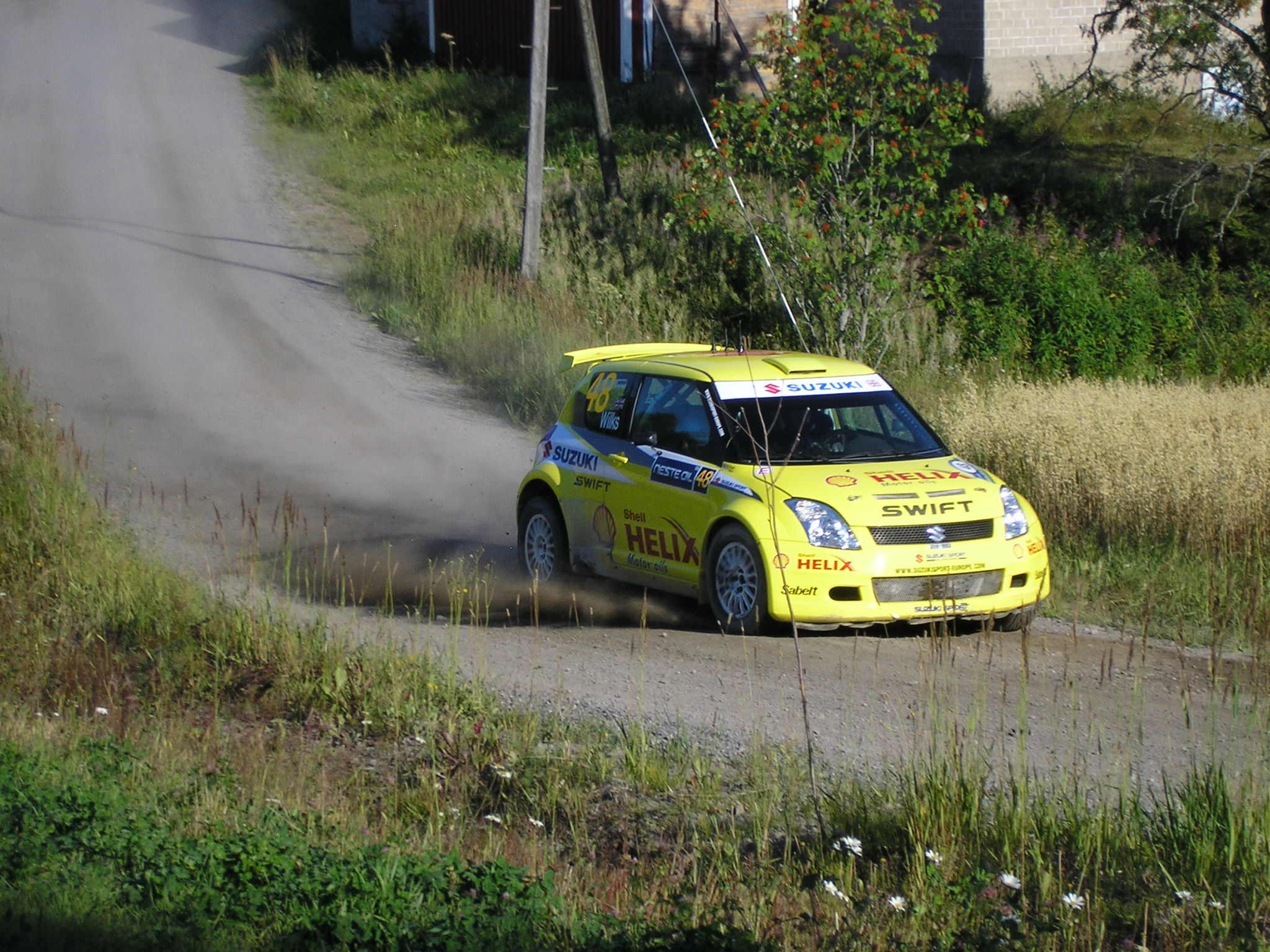
2006年芬蘭拉力賽中蓋·威爾克斯駕駛Swift Super 1600
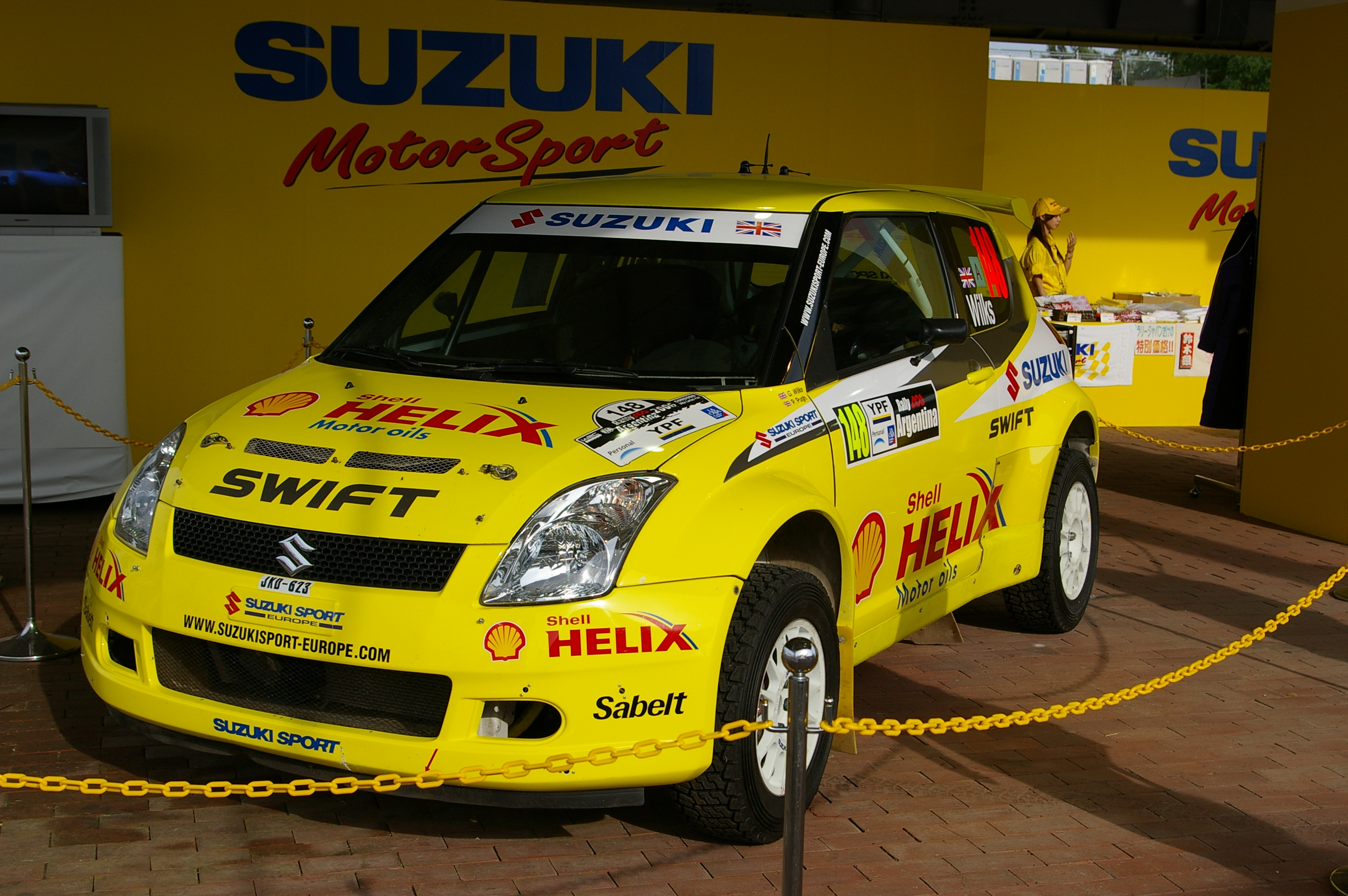
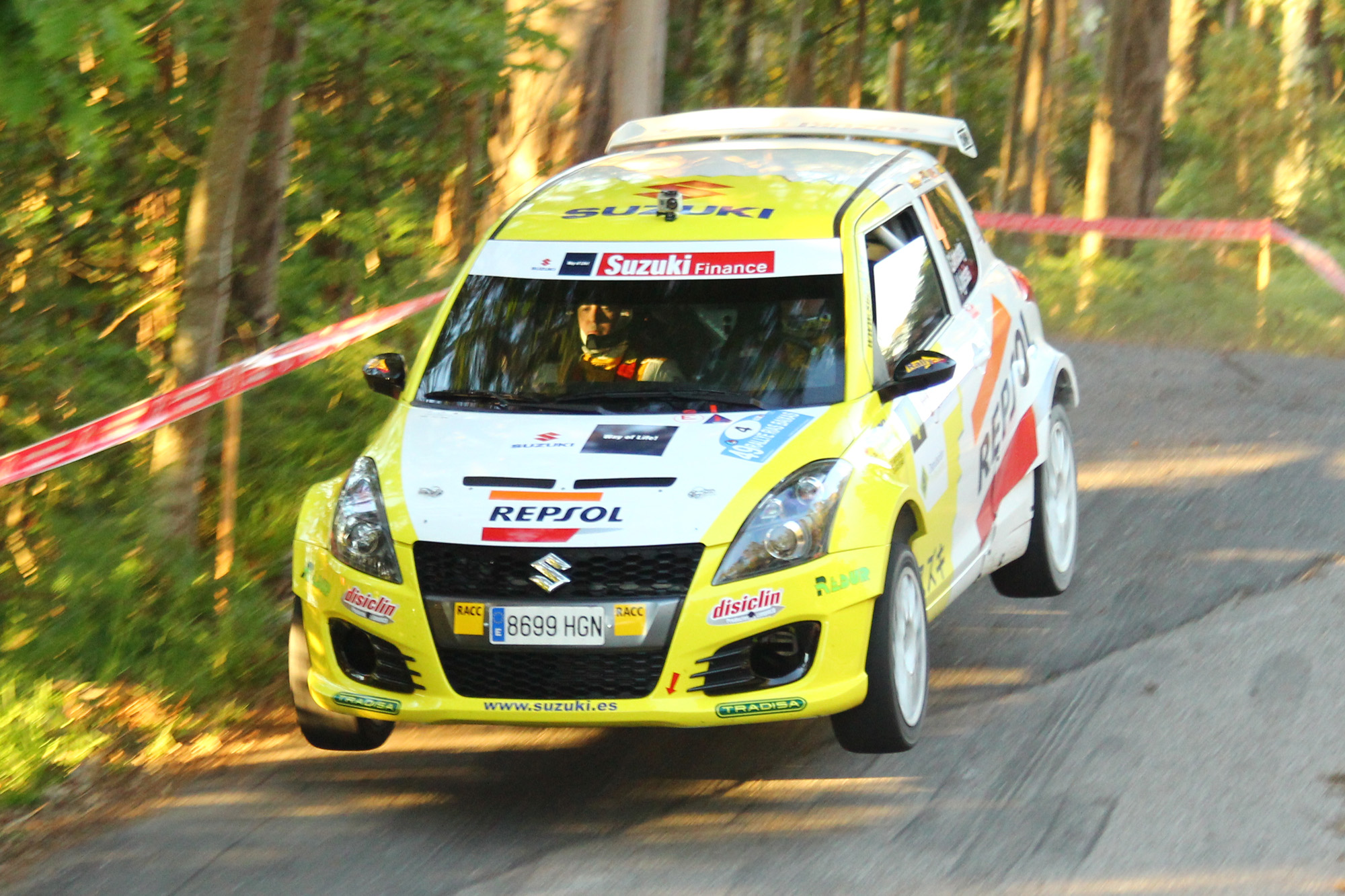
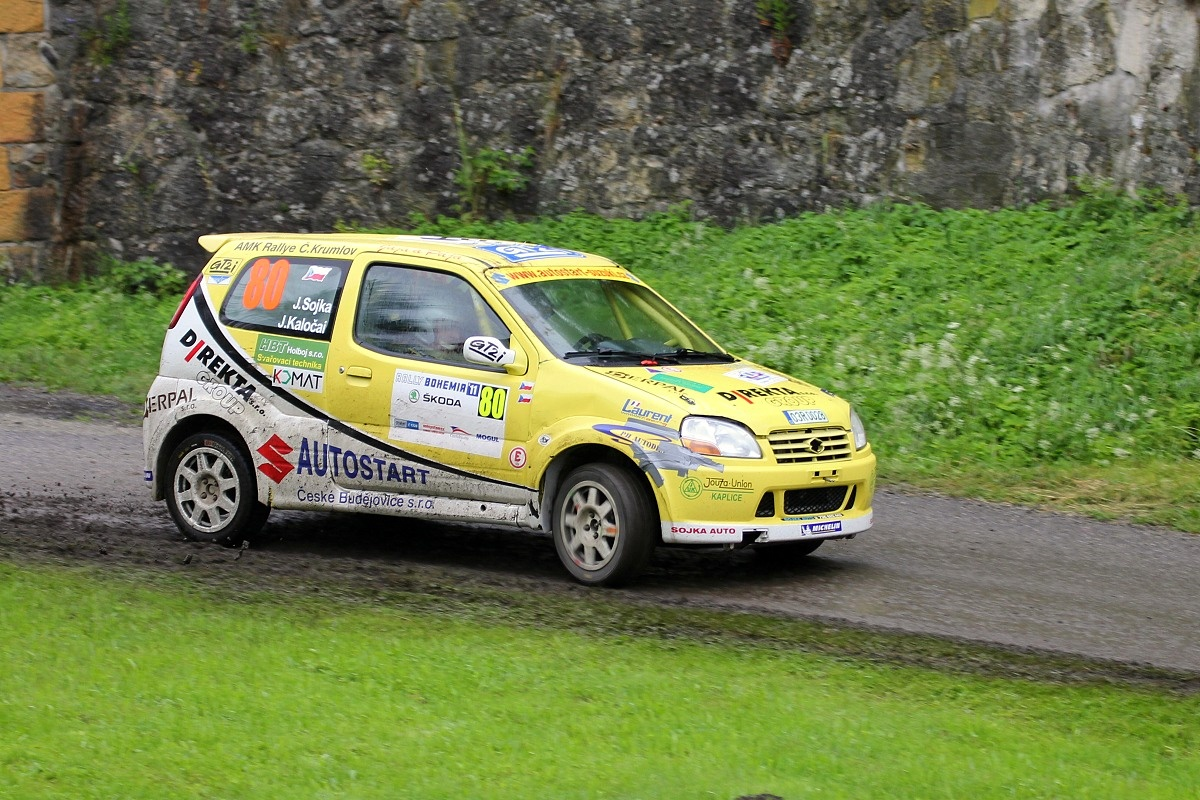
2011年捷克波希米亞拉力賽
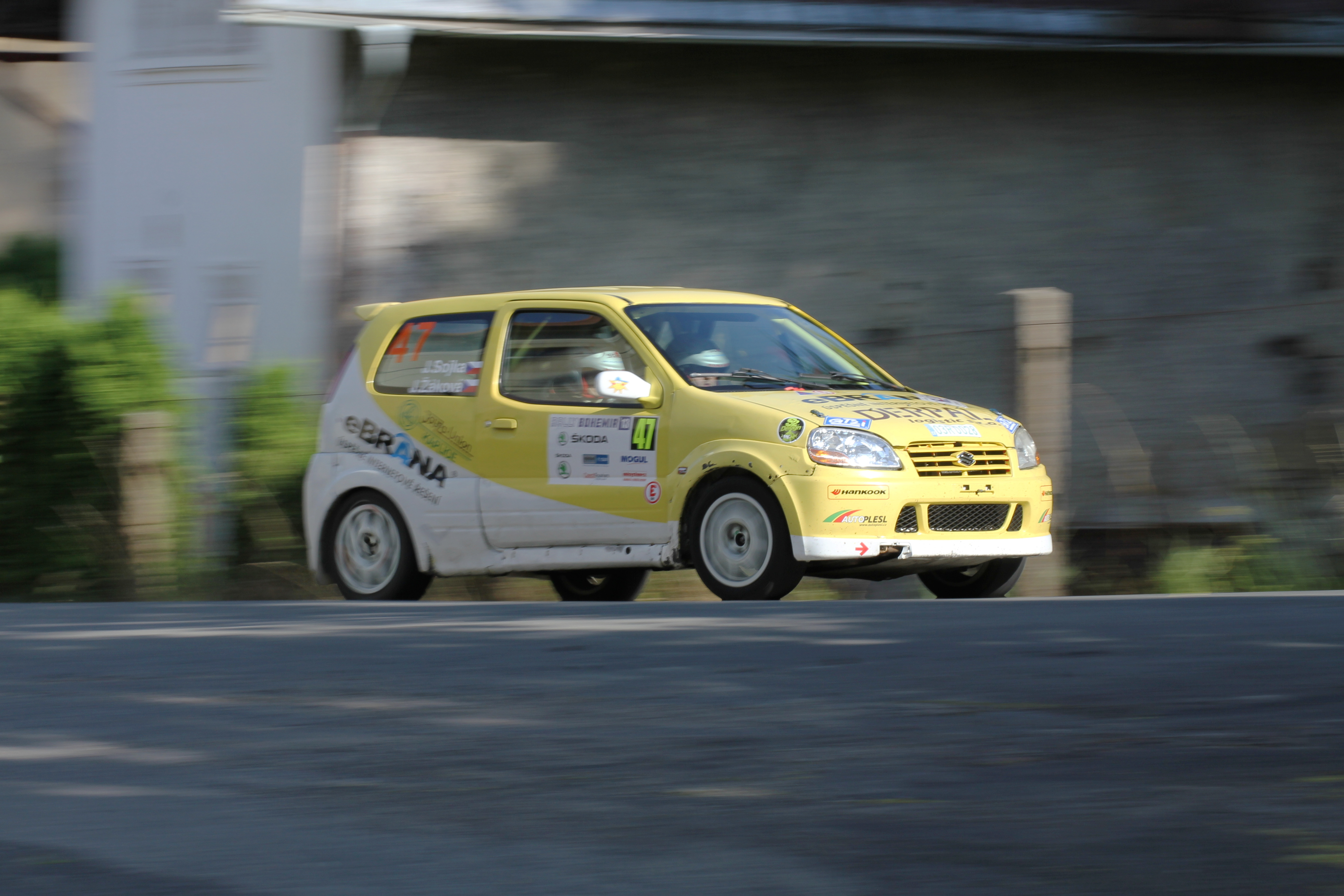
2013年捷克波希米亞拉力賽

### 第二代（FF21S系 2016年迄今）
2015年 - 3月3日在第85屆日內瓦汽車展上鈴木首度公開「iM-4」概念車，同年10月30日第44屆東京車展則以「Ignis」之名展出。
2016年 - 1月21日正式發表，2月18日正式發售。全車系搭載1.2L直列四缸DOHC Dual-Jet K12C型引擎，並聯ISG整合式啟動馬達（Integrated Starter Generator之縮寫）和鋰離子電池，搭配可模擬七速的CVT變速箱，按日本JC08模式可達28.8km/L的平均油耗表現（HYBRID MG 2WD車型）。外觀方面提供8種車色、2種輪圈設計供選擇，高階車型亦可選擇雙色塗裝。在主被動式安全配備方面，全車系均配有二具安全氣囊、雙攝影鏡頭煞車輔助系統（デュアルカメラブレーキサポート），包含前方動態偵測、前方車距監測、DCBS智慧偵測剎車、車道偏移警示、油門誤踩警示等功能；高端車型則有六具氣囊、ESP車身動態穩定系統、陡坡起步與緩降輔助系統；4WD車型則具有抓地驅動力分配系統。
同年9月29日獲得2016年度好設計獎，同時在巴黎車展公開歐規車型，旋即於同年11月在歐洲上市。
2017年 - 1月10日印度馬魯蒂鈴木發表馬魯蒂鈴木Ignis，用以取代鈴木Ritz。除了1.2L直列四缸DOHC Dual-Jet K12C型引擎，更提供一具1.3L直列四缸DOHC DDiS型柴油引擎。兩種引擎可搭配CVT變速箱，或者五速手排變速箱。同年4月17日於印尼發售，區分成兩種等級，配合五速手排或五速AGS自手排半自動排檔變速箱。
同年6月8日，金鈴汽車正式將第二代Ignis引進臺灣市場，以1.2L直列四缸DOHC Dual-Jet K12C型引擎，配上CVT無段變速箱；標準配備包含LED大燈、LED晝行燈、恆溫空調、Keyless免鑰匙感應門鎖系統與Push Start引擎啟動按鈕、巡航定速、6具輔助氣囊及ESP車身動態穩定系統等。
同年12月7日日本發售特仕車「Ignis S Selection」，以「Hybrid MX」車型新增LED頭燈、皮質方向盤，原本只配置於4WD車型的副駕駛座加熱座椅也擴及到2WD車型上。另外導入Suzuki Safety Support行車安全輔助系統，配置在擋風玻璃上緣的雷射感測器能夠在5~30km/h的時速範圍內偵測前方車輛，並具備自動煞車的功能；在時速10km/h以下也具備防爆衝的功能。

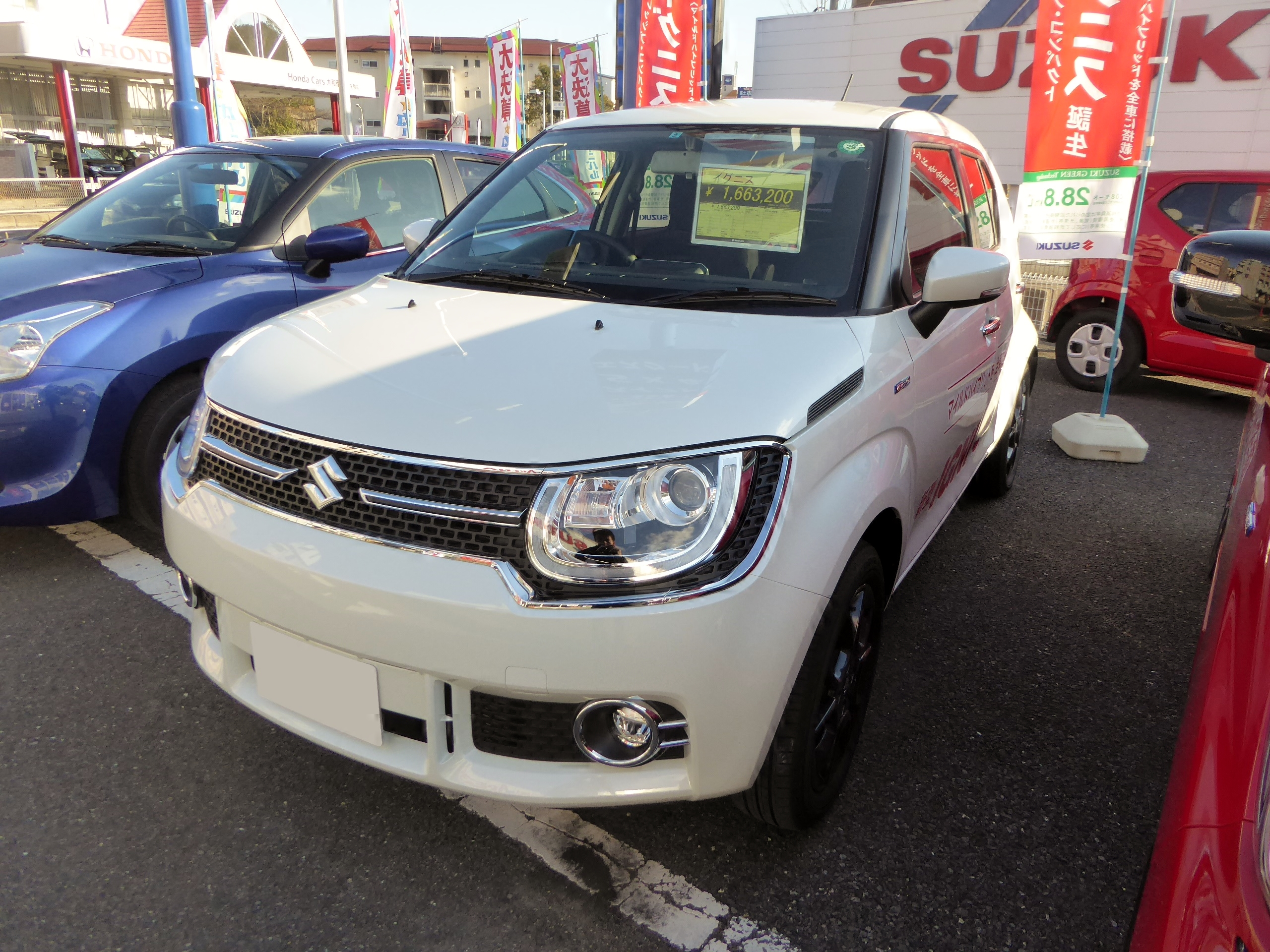
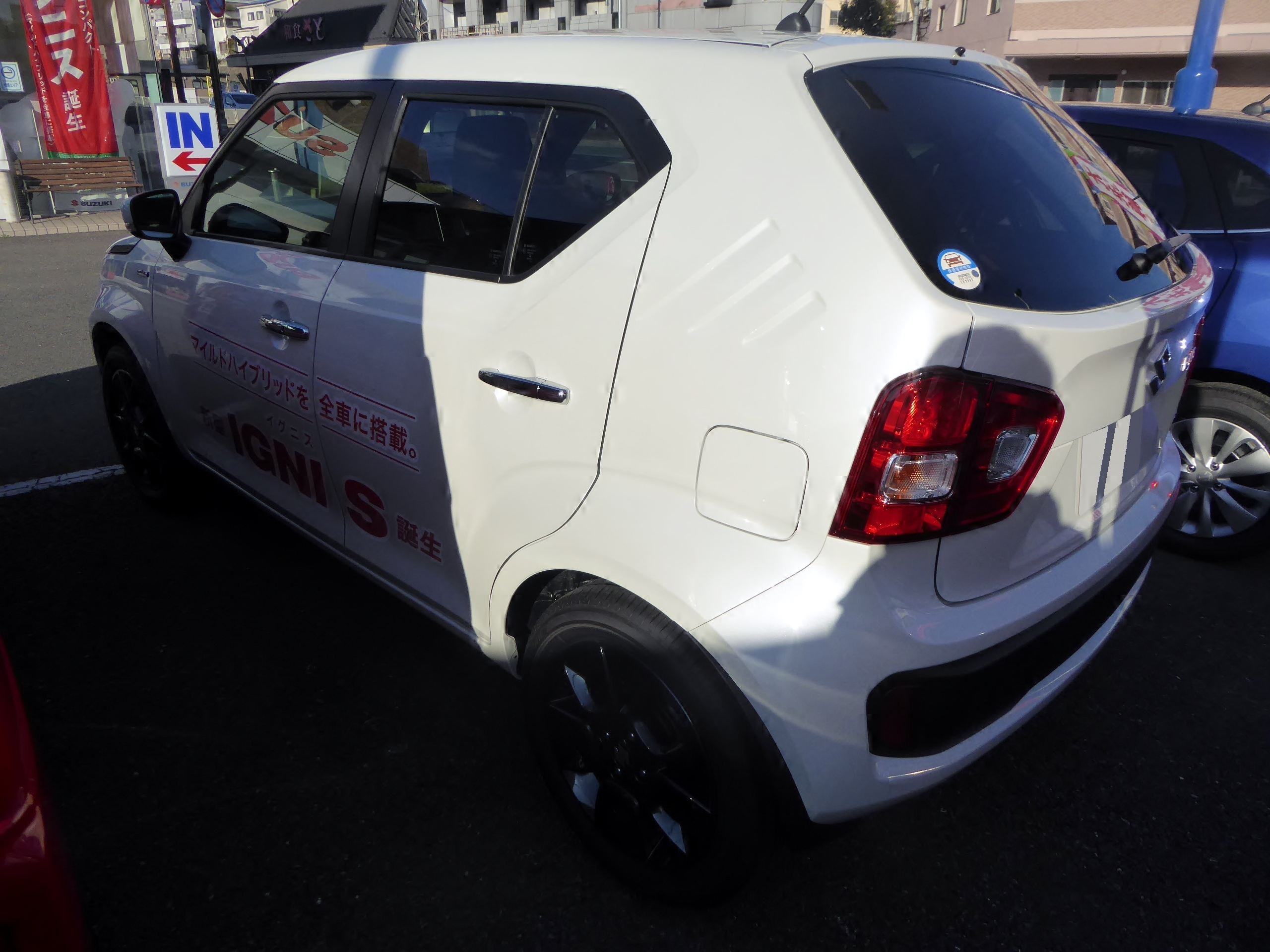
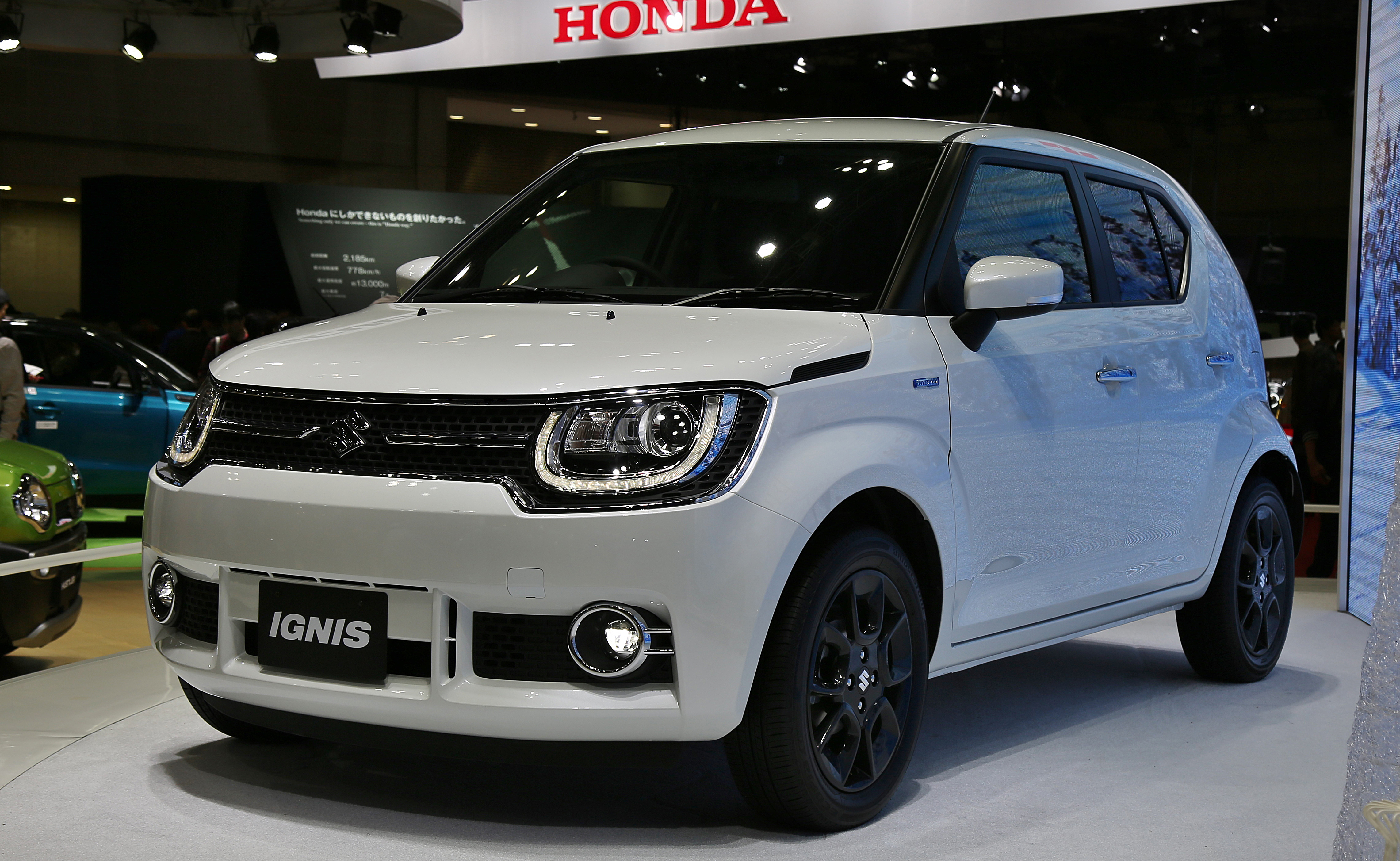
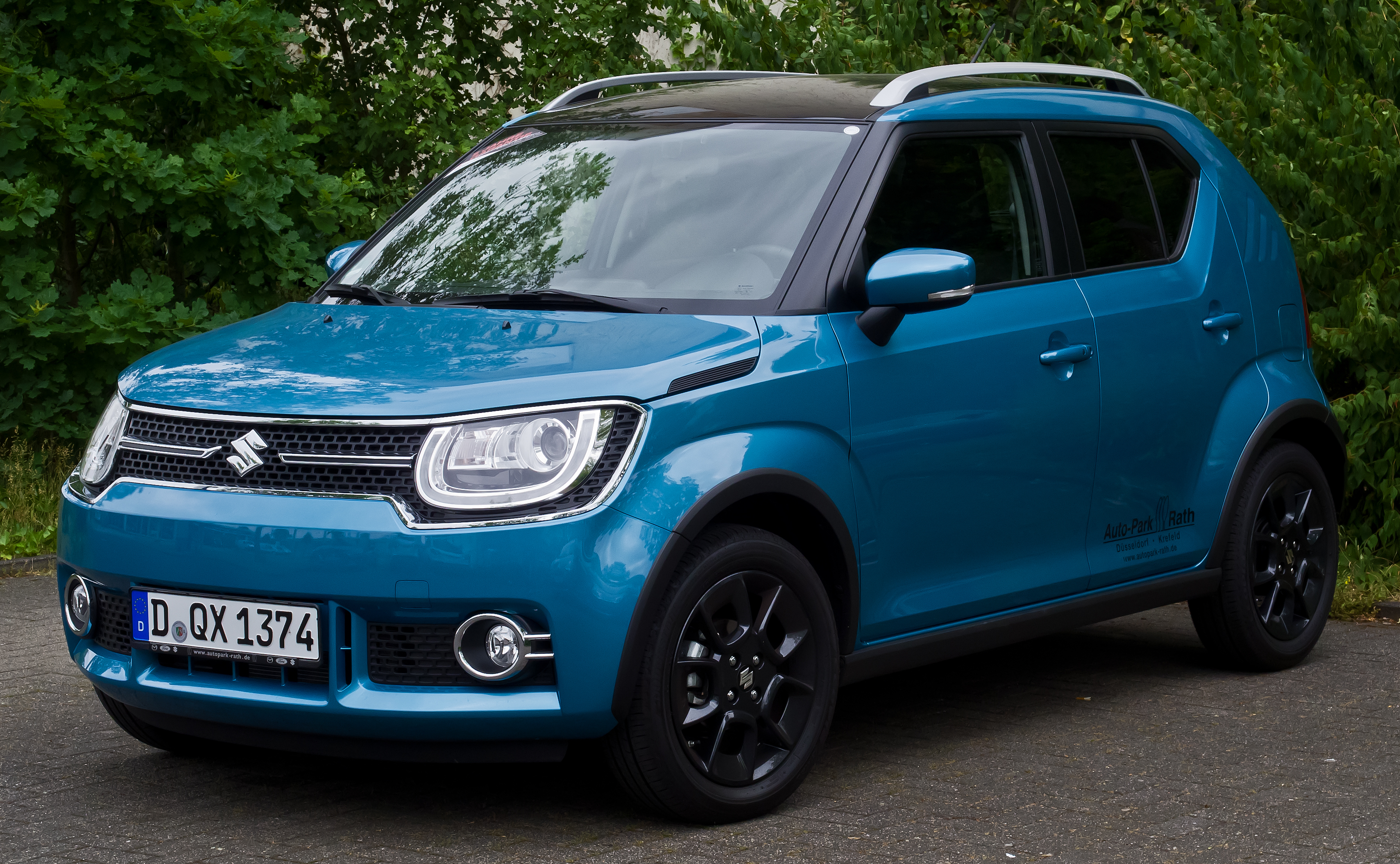
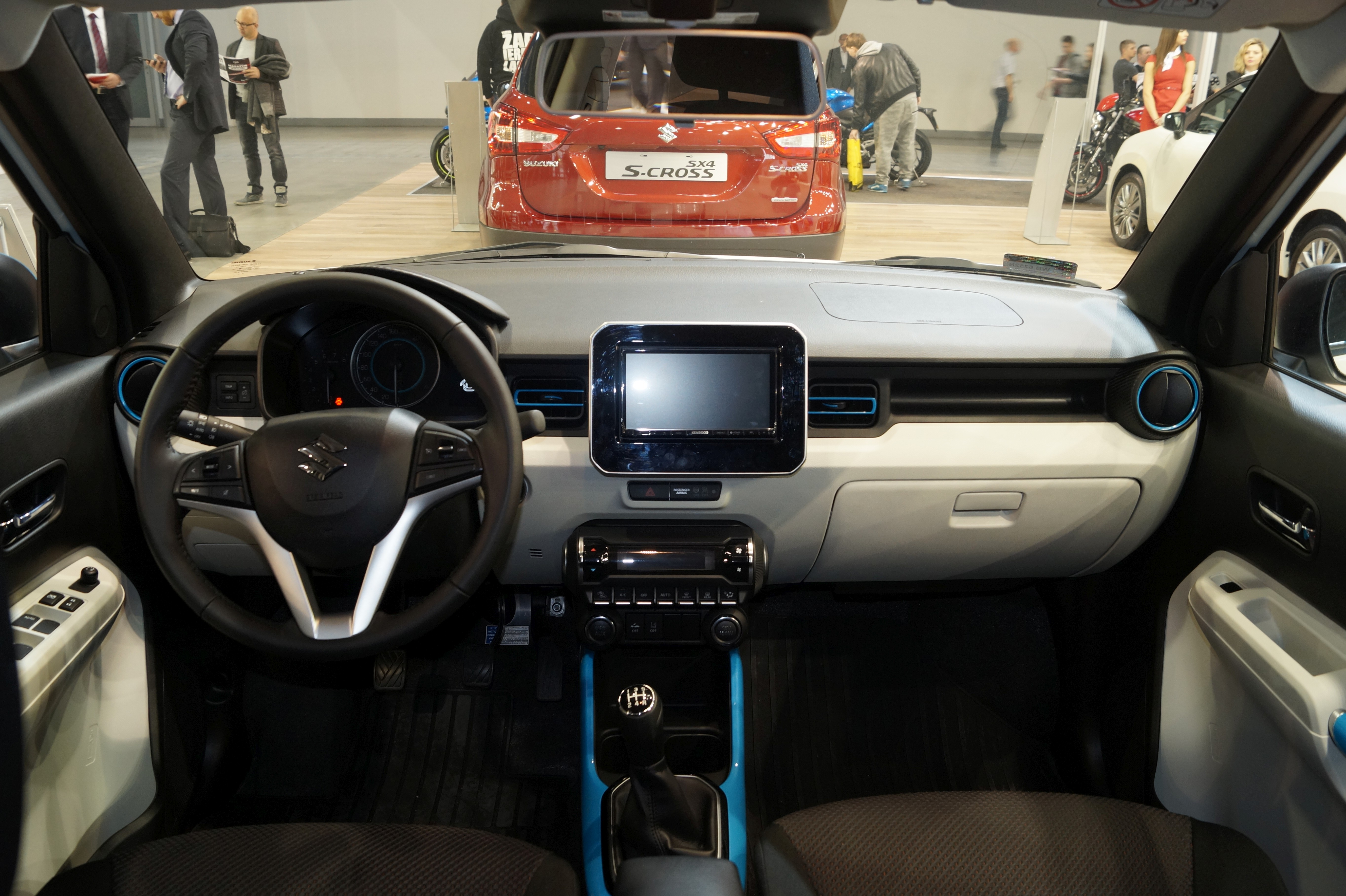
內裝
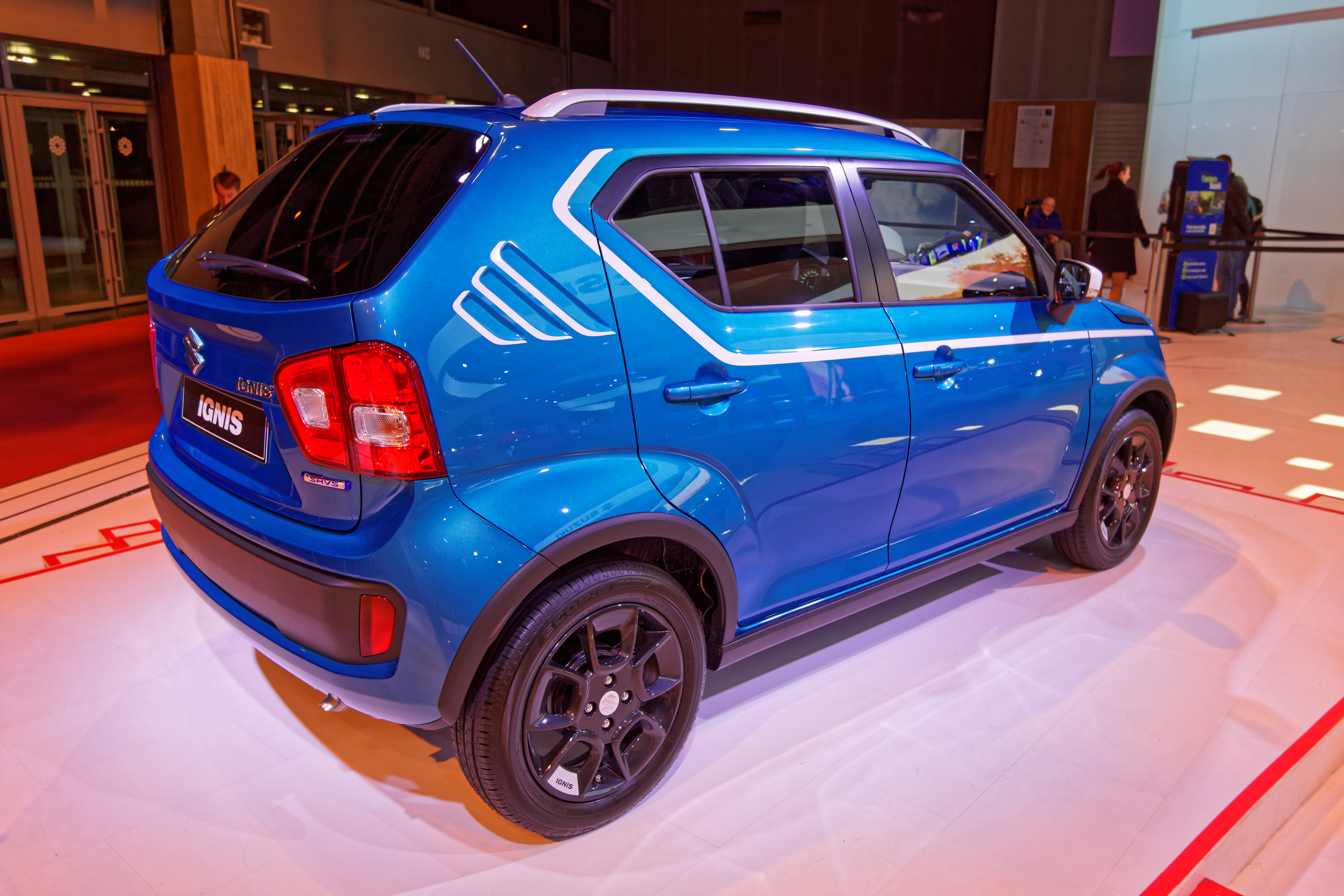
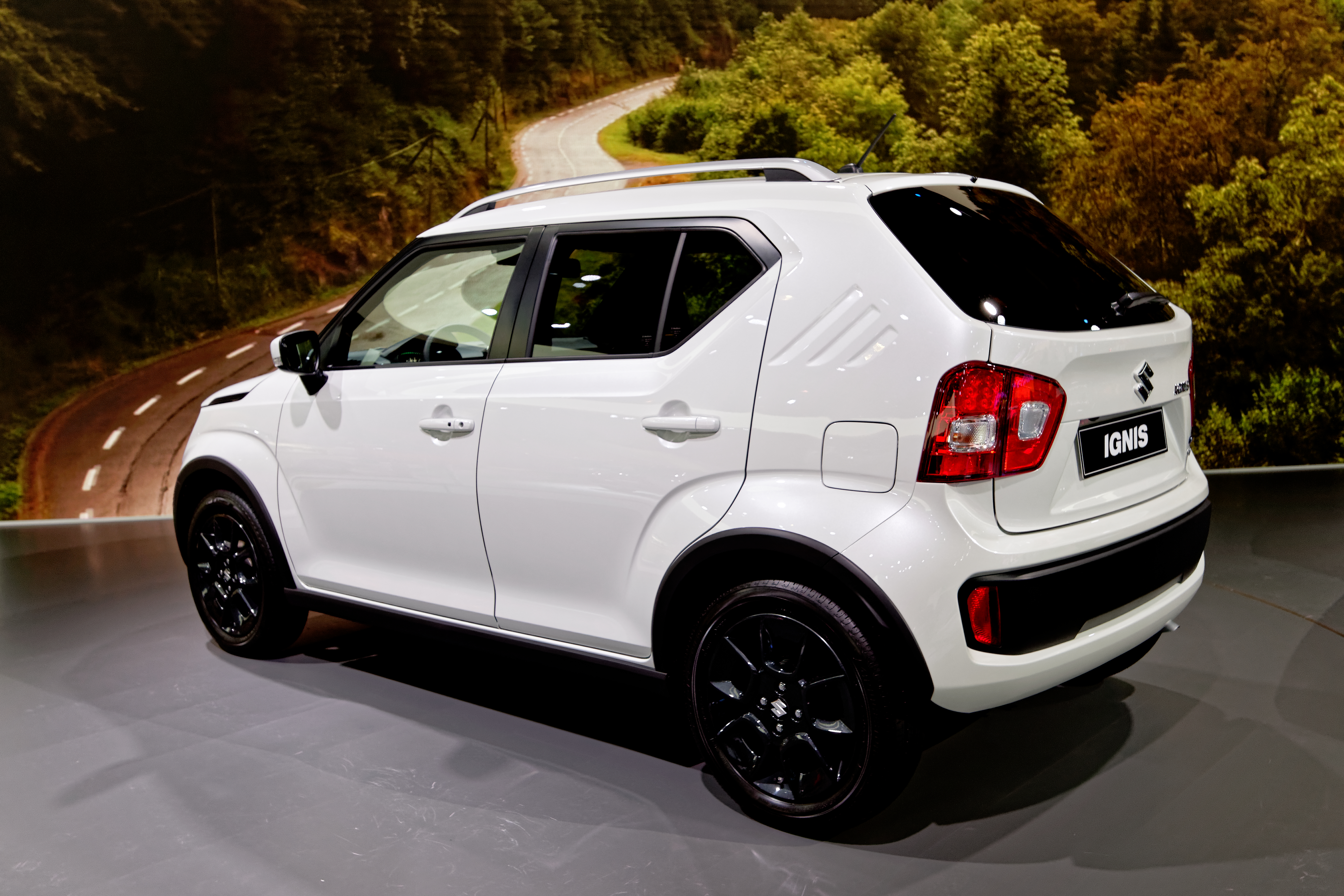

## 內部連結
- 鈴木Swift
- 鈴木Kei

## 外部連結
- 汽車線上：【國內試駕】SUZUKI Ignis （页面存档备份，存于）